# セントルイス級軽巡洋艦
セントルイス級軽巡洋艦 (セントルイスきゅう けいじゅんようかん、St. Louis-class Light cruiser) は、第二次世界大戦時に運用されていたアメリカ海軍の軽巡洋艦の艦級。同型艦は2隻。
条約型軽巡洋艦のブルックリン級を小改良したものであり、新しい高圧缶を搭載し、配置を缶ー機ー缶ー機の交互配置に変更、副砲が12.7cm単装8基から、12.7cm連装4基に変更されている。
主武装は15.2cm砲で、3連装砲塔を前部に3基、後部に2基搭載しているのは、前級と同様である。

## 同型艦
1. セントルイス (USS St. Louis, CL-49) 
  - 1939年5月19日就役。1946年6月20日退役。1951年1月22日除籍。
  - 1951年1月29日ブラジルへ売却。「タマンダーレ (Tamandare, C12) 」と改名。
  - 1976年6月28日退役。1980年8月5日スクラップとして売却。解体のため台湾に曳航される途中、1980年8月24日沈没。
2. ヘレナ (USS Helena, CL-50) 
  - 1939年9月18日就役。1943年7月6日、クラ湾夜戦で沈没。